# ایگناسیو (کلرادو)
ایگناسیو (به انگلیسی: Ignacio) شهری در ایالت کلرادو کشور ایالات متحده آمریکا است که جمعیت آن در سرشماری سال ۲۰۱۰ میلادی، ۶۹۷ نفر بوده‌است.